# Univerzita v Bathu
Univerzita v Bathu (anglicky University of Bath) je veřejná výzkumná univerzita v anglickém městě Bath, v hrabství Somerset. Královskou chartu získala v roce 1966, spolu s řadou dalších škol, v návaznosti na Robbinsovu zprávu. Stejně jako University of Bristol a University of the West of England má i Bath své kořeny v Merchant Venturers' Technical College, která byla založena v Bristolu v roce 1595. Škola je rozdělena do čtyř fakult: 1) inženýrská a designová, 2) humanitní a společenskovědní, 3) manažerská, 4) přírodovědná. Hlavní kampus univerzity se nachází na Claverton Down, byl postaven v modernistickém duchu v 60. letech 20. století, i proto bývá univerzita v Bathu řazena k takzvaným „univerzitám tabulového skla“ (Plate glass university). Architektura kampusu kontrastuje s georgiánskou architekturou města, díky níž se Bath dostal i na seznam Světového dědictví UNESCO. Při hodnocení excelence výzkumu z roku 2021 dosáhlo 40 % předložených výzkumných aktivit univerzity nejvyšší možné klasifikace 4*. Podle QS World University Rankings 2024 je Univerzita v Bathu 148. nejlepší vysokou školou na světě. To z ní činí třetí nejlepší univerzitu v Británii, která není členem Russell Group (po Univerzitě v St Andrews a Lancaster University). Tyto univerzity se spolu s několika dalšími pokusily vytvořit tzv. 1994 Group, která by Russell Group konkurovala, ale skupina se nakonec rozpadla, když byla řada jejích členů roku 2012 pozvána do Russell Group a pozvání přijala. Logo univerzity obsahuje hlavu Gorgony, což je odkaz na starořímskou sochu nalezenou ve městě.